# Al-Jāhiz (cràter)
Al-Jāhiz és un cràter d'impacte de 83 km de diàmetre de Mercuri. Porta el nom de l'escriptor àrab Al-Jāhiz (775-868), i el seu nom va ser aprovat per la Unió Astronòmica Internacional el 1976.